# 揭傒斯
揭傒斯（1274年—1344年），字曼硕，龙兴富州（今江西丰城）人，元代文学家、书法家、史学家。著有《揭文安公集》，《元诗选》编为《秋宜集》，另有今人李梦生整理《揭傒斯全集》。

## 生平
幼时家贫而读书刻苦，大德年间出游湘汉。延祐元年（1314年）由布衣授为翰林国史院编修，迁应奉翰林文字，前后三入翰林。天历二年（1329年）任奎章阁授经郎，极为元文宗所亲重。至顺元年（1330）与修《经世大典》。顺帝朝初期，历迁翰林待制、集贤学士。后至元六年（1340年），授奎章阁供奉学士，改翰林直学士。至正元年（1341）兼经筵官，至正二年（1342）升翰林侍讲学士。至正三年（1343），修辽、金、宋三史，为总裁官之一。《辽史》已进，《金史》垂成，因感染寒疾卒于史馆，年七十一。追封豫章郡公，谥文安。
与虞集、杨载、范梈并称“元诗四大家”，又与虞集、柳贯、黄溍并称“儒林四杰”。

## 延伸阅读
[在维基数据编辑]
 《元史·卷181》，出自宋濂《元史》
 《新元史/卷206》，出自柯劭忞《新元史》
 在维基共享资源阅览影像